# 亞馬遜河四絲無鬚鯰
亞馬遜河四絲無鬚鯰，為輻鰭魚綱鯰形目項鰭鯰科的其中一種，為熱帶淡水魚類，分布於南美洲亞馬遜河及奧里諾科河流域，體長可達16公分，棲息在底層水域，生活習性不明。